# Nikon D70
Nikon D70 — цифровой зеркальный фотоаппарат среднего класса компании Nikon. Был анонсирован 28 января 2004 года. Позже был заменён на рынке модификацией D70s, а затем — новой моделью D80.

## Описание камеры
Nikon D70 имеет светочувствительную CCD-матрицу Sony ICX-453-AQ Nikon DX с разрешением 6.1 мегапикселей (максимальное разрешение снимка 3008×2000 пикселей) с кроп-фактором равным 1.5x. Камера позволяет снимать непрерывные серии до 144 кадров с частотой 3 кадра в секунду.
D70 использует 5-зонную систему автофокусировки Multi-CAM900.

## Nikon D70s
В 2005 году Nikon представила модифицированную модель Nikon D70s. Она отличается ЖК-дисплеем, размер которого увеличился с 1,8 до 2 дюймов по диагонали, а также вспышкой с более широким углом охвата: он соответствует объективам с фокусным расстоянием от 18 мм, в то время как у D70 угол соответствовал объективам с фокусным расстоянием от 20 мм и больше. 
Также D70s получил новое меню, улучшенную поддержку принтеров и возросшую скорость автоматической фокусировки. В комплекте с D70s компания поставляла новый аккумулятор EN-EL3a увеличенной ёмкости.